# Amara Moira
Amara Moira (Campinas, 26 de fevereiro de 1985) é uma escritora, professora de literatura e ativista brasileira. Moira é doutora em teoria literária pela Universidade Estadual de Campinas (Unicamp) e  tornou-se a primeira mulher trans a obter o título pela referida universidade usando seu nome social.
Seu nome é inspirado na Odisseia de Homero, em que as moiras eram videntes que previam um destino amargo para Ulisses . Portanto, seu nome significaria "destino amargo".

## Ativismo e produção literária
Durante seu doutorado na UNICAMP sobre a produção literária de James Joyce, iniciou seu processo de transição de gênero. Tinha, então, 29 anos de idade . Na sequência, iniciou sua atividade como prostituta e como escritora de um blog, onde relatava suas experiências e a de outras colegas na profissão. Tal período foi inspiração para a escrita posterior de seu livro, E se eu fosse puta, lançado em 2016. Atualmente, não trabalha mais como profissional do sexo, mas é uma defensora da regulamentação da prostituição no Brasil. Além disso, Amara acredita que a literatura é fonte de transformação social.

## Trabalhos

### Livros
- 2016 – E se eu fosse puta – Hoo Editora [7] ISBN 9788593911224
- 2017 – Vidas trans: a coragem de existir – em co-autoria com João W. Nery, Márcia Rocha e T. Brant, prefaciado por Laerte Coutinho e Jaqueline Gomes de Jesus. [9] Editora Alto Astral
- 2021 – Neca + 20 poemetos travessos – Editora O Sexo da Palavra
- 2022 – Y si yo fuera puta – Editorial Mandacaru (tradução para o espanhol: Lucía Tennina, Penélope Serafina Chaves Bruera e Amara Moira) ISBN 9789874767158
- 2024 - Neca: romance em bajubá - Companhia das Letras[10]

### Participações em antologias
- 2019 – A resistência dos vagalumes – participação com o conto Neca, Editora Nós ISBN 9788569020462
- 2021 – Partes de uma casa – Coletânea de contos organizada por Rafaela Pechansky, com prefácio de Itamar Vieira Júnior – participação com o conto Luan Ângelo, TAG Experiências Literárias ISBN 9786588526033